# Аріфрон (дід Перикла)
Аріфрон (дав.-гр. Αρίφρων; сер. VI ст. до н. е.) — давньогрецький політичний діяч Афінського полісу.

## Життєпис
Походив зі жрецького роду Бузігів. Про батьків нічого невідомо. Був у дружніх стосунках з тираном Пісістратом. Водночас одружився з донькою лідера параліїв Мегакла. Після вигнання Алмеонідів у 546 році до н. е. залишився в Афінах. Помер десь у 520-х роках до н. е.

## Родина
Дружина — з Алкмеонідів
Діти:
- Ксантіпп, лідер аристократів, архонт-епонім
- донька, дружина Гіппократа Алкмеоніда